# 2018 FIFAワールドカップ・アジア2次予選
- 2018 FIFAワールドカップ > 2018 FIFAワールドカップ・予選 > 2018 FIFAワールドカップ・アジア予選 > 2018 FIFAワールドカップ・アジア2次予選
- AFCアジアカップ2019 > AFCアジアカップ2019 (予選) > 2018 FIFAワールドカップ・アジア2次予選

このページは、2018 FIFAワールドカップ・アジア予選 (兼AFCアジアカップ2019予選)の2次予選の結果をまとめたものである。
2015年5月24日から2016年3月29日の間に実施された。

## 方式
シード順が1位から34位のチームに加え、1次予選を勝ち上がった6チームの計40チームを5チームずつの8組に分け、ホーム・アンド・アウェーでの2順の総当たり戦 (各チーム8試合ずつ)を行う。各組1位8チームと各組2位のうち成績上位4チームの計12チームがワールドカップ3次(最終)予選進出と同時にAFCアジアカップ2019本大会出場権獲得。
なお、各組2位のうち成績下位4チームおよび各組3位、各組4位チームのうち成績上位4チーム (計16チーム)はAFCアジアカップ2019予選3次予選へ進出。各組4位チームのうち成績下位4チームおよび各組5位チーム (計12チーム)はAFCアジアカップ2019予選プレーオフへ進出する。

## シード順
組み合わせ抽選会は、2015年4月14日17:00(UTC+8)よりマレーシア・クアラルンプールのJWマリオットホテルで開催された。
シード順は、組み合わせ抽選会直前の2015年4月発表のFIFAランキングに基づき振り分けられた。
なお斜体で表記されたチームは、1次予選を勝ち上がったことを示す。
| ポット1 | ポット2 | ポット3 | ポット4 | ポット5 |
| --- | --- | --- | --- | --- |
| - イラン (40) - 日本 (50) - 韓国 (57) - オーストラリア (63) - アラブ首長国連邦 (68) - ウズベキスタン (73) - 中華人民共和国 (82) - イラク (86) | - サウジアラビア (95) - オマーン (97) - カタール (99) - ヨルダン (103) - バーレーン (108) - ベトナム (125) - シリア (126) - クウェート (127) | - アフガニスタン (135) - フィリピン (139) - パレスチナ (140) - モルディブ (141) - タイ (142) - タジキスタン (143) - レバノン (144) - インド (147) | - 東ティモール (152) - キルギス (153) - 北朝鮮 (157) - ミャンマー (158) - トルクメニスタン (159) - インドネシア (159) - シンガポール (162) - ブータン (163) | - マレーシア (164) - 香港 (167) - バングラデシュ (167) - イエメン (170) - グアム (175) - ラオス (178) - カンボジア (179) - チャイニーズタイペイ (179) |

## 試合結果
| 勝ち点が同点のチームが2つ以上ある場合 |
| --- |
| 勝ち点が同点のチームが2つ以上ある場合は、以下の順に比較して順位を決定する (レギュレーション条項20.6および20.7参照)。 1. 総得失点差 2. 総得点 3. 当該チーム間の勝点 4. 当該チーム間の得失点差 5. 当該チーム間の得点数 6. 当該チーム間のアウェーゴール数 (比較対象が2チームのとき) 7. 中立地での試合 (FIFAが必要と認めたとき) |

### グループA
| 順 | チーム           | 試 | 勝 | 分 | 敗 | 得 | 失 | 差  | 点 | 出場権                      |  |      |     |     |      |     |
| -- | ---------------- | -- | -- | -- | -- | -- | -- | --- | -- | --------------------------- |  | ---- | --- | --- | ---- | --- |
| 1  | サウジアラビア   | 8  | 6  | 2  | 0  | 28 | 4  | +24 | 20 | 3次予選ならびにアジアカップ |  | —    | 2–1 | 3–2 | 2–0  | 7–0 |
| 2  | アラブ首長国連邦 | 8  | 5  | 2  | 1  | 27 | 4  | +23 | 17 | 3次予選ならびにアジアカップ |  | 1–1  | —   | 2–0 | 10–0 | 8–0 |
| 3  | パレスチナ       | 8  | 4  | 2  | 2  | 24 | 5  | +19 | 14 | アジアカップ3次予選         |  | 0–0  | 0–0 | —   | 6–0  | 7–0 |
| 4  | マレーシア       | 8  | 2  | 0  | 6  | 7  | 29 | −22 | 6  | アジアカップ予選プレーオフ  |  | 0–3  | 1–2 | 0–6 | —    | 3–0 |
| 5  | 東ティモール     | 8  | 0  | 0  | 8  | 0  | 44 | −44 | 0  | アジアカップ予選プレーオフ  |  | 0–10 | 0–3 | 0–3 | 0–3  | —   |

1. 1 2 3 4 5 6  東ティモールは、代表資格のない選手を多数出場させたことへの処分として、後日2018 FIFAワールドカップ・アジア予選の合計7試合を没収試合（0-3での敗戦扱い。ただし、当初のスコアがそれ以上の敗戦であった場合はスコアは変更せず）とされた[10]
2. ↑  マレーシア対サウジアラビアは、87分を経過したところで観客がピッチ内に物を投げ込んだため、試合は中断し延期となった (中断時点ではサウジアラビアが2-1でリードしていた)[8]。2015年10月5日にFIFAは、この試合を0-3でマレーシアの敗戦とし、さらにマレーシアに対して、ホームゲーム1試合 (2015年11月17日開催のアラブ首長国連邦戦)を無観客試合で行う旨の決定を下した[9]

※ワールドカップ3次予選・アジアカップ3次予選への進出チーム決定時（後日の処分により、東ティモールが出場した試合の一部が後日没収試合となる以前）の順位表は以下の通り。
| チーム           | 試 | 勝 | 分 | 敗 | 得 | 失 | 差  | 点 |
| ---------------- | -- | -- | -- | -- | -- | -- | --- | -- |
| サウジアラビア   | 8  | 6  | 2  | 0  | 28 | 4  | +24 | 20 |
| アラブ首長国連邦 | 8  | 5  | 2  | 1  | 25 | 4  | +21 | 17 |
| パレスチナ       | 8  | 3  | 3  | 2  | 22 | 6  | +16 | 12 |
| マレーシア       | 8  | 1  | 1  | 6  | 3  | 30 | −27 | 4  |
| 東ティモール     | 8  | 0  | 2  | 6  | 2  | 36 | −34 | 2  |

| 2015年6月11日 20:45 (UTC+8) |

| マレーシア | 3 - 0 没収試合 | 東ティモール |
| サリ 34分  | レポート       | サロ 90+3分  |

| ブキット・ジャリル国立競技場 (クアラルンプール) 観客数: 5,000人 主審: ジャレッド・ジレット |

| 2015年6月11日 21:00 (UTC+3) |

| サウジアラビア                                       | 3 - 2    | パレスチナ                          |
| アッ＝シェフリー 6分 · アル＝サフラウィ 46分, 90+4分 | レポート | タンブリーニ 51分 · ハドゥエ 90+1分 |

| プリンス・モハメド・ビン・ファハド・スタジアム (ダンマーム) 観客数: 4,820人 主審: アブドゥルラフマン・アル＝ジャシム |

| 2015年6月16日 16:00 (UTC+8) |

| 東ティモール | 0 - 3 没収試合 | アラブ首長国連邦            |
|              | レポート       | O.アブドゥッラフマーン 80分 |

| シャー・アラム・スタジアム (マレーシア・シャー・アラム) 観客数: 200人 主審: 馬寧 |

| 2015年6月16日 20:45 (UTC+8) |

| マレーシア | 0 - 6    | パレスチナ                                                               |
|            | レポート | アル・バタト 9分 · マラーバ 23分, 75分 · セヤム 41分, 85分 · ユセフ 63分 |

| ブキット・ジャリル国立競技場 (クアラルンプール) 観客数: 3,000人 主審: 金相佑 |

| 2015年9月3日 19:15 (UTC+4) |

| アラブ首長国連邦                                                                                              | 10 - 0   | マレーシア |
| サレム 16分 · マブフート 22分, 33分, 76分 · カリル 24分, 29分, 70分, 78分 · ファルダーン 25分 · アーメド 37分 | レポート |            |

| アル・ジャジーラ・ムハンマド・ビン・ザーイド・スタジアム (アブダビ) 観客数: 7,822人 主審: アブドゥルラフマン・アル＝ジャシム |

| 2015年9月3日 20:40 (UTC+3) |

| サウジアラビア | 7 - 0 没収試合 | 東ティモール |
| アッ＝シェフリー 3分 · アル＝サフラウィ 23分 (pen.), 26分, 71分 · アル＝ファラジュ 30分 · アル＝ジャーシム 33分 · アル＝ムワッラド 73分 | レポート       |              |

| キング・アブドゥッラー・スポーツシティ (ジッダ) 観客数: 11,000人 主審: ティムール・ファイズリン |

| 2015年9月8日 20:45 (UTC+8) |

| マレーシア    | 0 - 3 没収試合 | サウジアラビア                              |
| サフィク 70分 | レポート       | アル＝ジャシム 73分 · アル＝サフラウィ 76分 |

| シャー・アラム・スタジアム (シャー・アラム) 観客数: 7,000人 主審: 廖國文 |

| 2015年9月8日 17:00 (UTC+3) |

| パレスチナ | 0 - 0    | アラブ首長国連邦 |
|            | レポート |                  |

| ファイサル・フサイニー国際スタジアム (アッ＝ラーム) 観客数: 15,000人 主審: アリ・サバー・アダッイ・アル＝カイシ |

| 2015年10月8日 16:00 (UTC+9) |

| 東ティモール | 0 - 3 没収試合 | パレスチナ                |
| サロ 53分    | レポート       | アブー・ナフィエフ 90+2分 |

| エスタジオ・ナシオナル (ディリ) 観客数: 2,000人 主審: 金東真 |

| 2015年10月8日 20:00 (UTC+3) |

| サウジアラビア                     | 2 - 1    | アラブ首長国連邦 |
| アル＝サフラウィ 45分, 90分 (pen.) | レポート | カリル 18分      |

| キング・アブドゥッラー・スポーツシティ (ジッダ) 観客数: 32,482人 主審: ムハンマド・タキー・アルジャアファリー・ビン・ジャハリ |

| 2015年10月13日 16:00 (UTC+9) |

| 東ティモール | 0 - 3 没収試合 | マレーシア  |
|              | レポート       | ヤヒア 10分 |

| エスタジオ・ナシオナル (ディリ) 観客数: 2,500人 主審: ニヴォン・ガミニ |

| 2015年11月9日 16:00 (UTC+2) |

| パレスチナ | 0 - 0    | サウジアラビア |
|            | レポート |                |

| アンマン国際スタジアム (ヨルダン・アンマン) 観客数: 10,000人 主審: アドハム・マハードメ |

| 2015年11月12日 18:15 (UTC+2) |

| アラブ首長国連邦                                                                             | 8 - 0    | 東ティモール |
| マブフート 15分, 19分 · カリル 43分, 53分 (pen.), 56分, 57分 · ムサ 54分 · アル・ハスミ 87分 | レポート |              |

| アル・ジャジーラ・ムハンマド・ビン・ザーイド・スタジアム (アブダビ) 観客数: 7,870人 主審: モフセン・トーキー |

| 2015年11月12日 16:00 (UTC+2) |

| パレスチナ                                                                            | 6 - 0    | マレーシア |
| ゾリラ 37分 · アブー・ナフィエフ 38分, 45分, 58分 · セヤム 88分 · イフベイシェ 90+1分 | レポート |            |

| アンマン国際スタジアム (ヨルダン・アンマン) 観客数: 9,772人 主審: アーメド・アル・カフ |

| 2015年11月17日 20:45 (UTC+8) |

| マレーシア        | 1 - 2    | アラブ首長国連邦                          |
| バフティアル 59分 | レポート | O.アブドゥッラフマーン 22分 · カリル 52分 |

| シャー・アラム・スタジアム (シャー・アラム) 観客数: 100人 主審: 當麻政明 |

| 2015年11月17日 16:00 (UTC+9) |

| 東ティモール | 0 - 10   | サウジアラビア |
|              | レポート | アル＝サフラウィ 29分 (pen.), 42分, 55分 (pen.), 70分, 89分 · ハウサーウィー 34分 · アッ＝シェフリー 35分 · アル＝ジャーシム 85分 · ハザジ 90分 · アル＝ムワッラド 90+2分 |

| エスタジオ・ナシオナル (ディリ) 観客数: 2,000人 主審: ハッティカムカナムジェ・ペレラ |

| 2016年3月24日 20:30 (UTC+3) |

| サウジアラビア                                | 2 - 0    | マレーシア |
| アル＝サフラウィ 50分 · アル＝ジャーシム 74分 | レポート |            |

| キング・アブドゥッラー・スポーツシティ (ジッダ) 観客数: 34,839人 主審: 金東真 |

| 2016年3月24日 19:00 (UTC+4) |

| アラブ首長国連邦                               | 2 - 0    | パレスチナ |
| アル＝ハンマーディー 32分 · カリル 60分 (pen.) | レポート |            |

| アル・ジャジーラ・ムハンマド・ビン・ザーイド・スタジアム (アブダビ) 観客数: 15,822人 主審: ベンジャミン・ウィリアムス |

| 2016年3月29日 17:00 (UTC+3) |

| パレスチナ                                                                                     | 7 - 0    | 東ティモール |
| イフベイシェ 2分 · カンティジャナ 18分, 66分 · ピント 32分, 39分 · アワド 77分 · バハダリ 90分 | レポート |              |

| ドーラ国際スタジアム (ヘブロン) 観客数: 6,000人 主審: ハッティカムカナムジェ・ペレラ |

| 2016年3月29日 19:00 (UTC+4) |

| アラブ首長国連邦            | 1 - 1    | サウジアラビア        |
| O.アブドゥッラフマーン 52分 | レポート | アル＝ジャーシム 24分 |

| アル・ジャジーラ・ムハンマド・ビン・ザーイド・スタジアム (アブダビ) 観客数: 32,325人 主審: ナワフ・シュクララ |

### グループB
| 順 | チーム         | 試 | 勝 | 分 | 敗 | 得 | 失 | 差  | 点 | 出場権                      |  |     |     |     |     |     |
| -- | -------------- | -- | -- | -- | -- | -- | -- | --- | -- | --------------------------- |  | --- | --- | --- | --- | --- |
| 1  | オーストラリア | 8  | 7  | 0  | 1  | 29 | 4  | +25 | 21 | 3次予選ならびにアジアカップ |  | —   | 5–1 | 3–0 | 7–0 | 5–0 |
| 2  | ヨルダン       | 8  | 5  | 1  | 2  | 21 | 7  | +14 | 16 | アジアカップ3次予選         |  | 2–0 | —   | 0–0 | 3–0 | 8–0 |
| 3  | キルギス       | 8  | 4  | 2  | 2  | 10 | 8  | +2  | 14 | アジアカップ3次予選         |  | 1–2 | 1–0 | —   | 2–2 | 2–0 |
| 4  | タジキスタン   | 8  | 1  | 2  | 5  | 9  | 20 | −11 | 5  | アジアカップ予選プレーオフ  |  | 0–3 | 1–3 | 0–1 | —   | 5–0 |
| 5  | バングラデシュ | 8  | 0  | 1  | 7  | 2  | 32 | −30 | 1  | アジアカップ予選プレーオフ  |  | 0–4 | 0–4 | 1–3 | 1–1 | —   |

| 2015年6月11日 15:00 (UTC+6) |

| バングラデシュ     | 1 - 3    | キルギス                                            |
| キチン 32分 (o.g.) | レポート | ゼムリャヌヒン 8分, 41分 · ベルンハルト 29分 (pen.) |

| バンガバンドゥ・ナショナル・スタジアム (ダッカ) 観客数: 10,000人 主審: スクビル・シン |

| 2015年6月11日 20:00 (UTC+5) |

| タジキスタン      | 1 - 3    | ヨルダン                          |
| M.ジャリロフ 66分 | レポート | アブデル＝ファタ 29分, 63分, 88分 |

| パミール・スタジアム (ドゥシャンベ) 観客数: 19,000人 主審: モフセン・トーキー |

| 2015年6月16日 15:00 (UTC+6) |

| バングラデシュ | 1 - 1    | タジキスタン        |
| ハサン 50分    | レポート | ファトフロエフ 88分 |

| バンガバンドゥ・ナショナル・スタジアム (ダッカ) 観客数: 12,000人 主審: 李泯厚 |

| 2015年6月16日 21:00 (UTC+6) |

| キルギス            | 1 - 2    | オーストラリア                 |
| ミルザリエフ 90+2分 | レポート | ジェディナク 2分 · オアー 67分 |

| スパルタク・スタジアム (ビシュケク) 観客数: 18,000人 主審: ハミス・アル・マリ |

| 2015年9月3日 19:00 (UTC+8) |

| オーストラリア                                                                   | 5 - 0    | バングラデシュ |
| レッキー 6分 · ロギッチ 8分 · バラモン 20分 (o.g.) · バーンズ 29分 · ムーイ 61分 | レポート |                |

| パース・オーバル (パース) 観客数: 19,495人 主審: ヴォ・ミン・トリ |

| 2015年9月3日 19:00 (UTC+3) |

| ヨルダン | 0 - 0    | キルギス |
|          | レポート |          |

| アンマン国際スタジアム (アンマン) 観客数: 5,012人 主審: モフド・アミル・イズワン・ビン・ヤーコブ |

| 2015年9月8日 17:00 (UTC+6) |

| バングラデシュ | 0 - 4    | ヨルダン                                                           |
|                | レポート | ディーブ 13分 (pen.), 56分 · アブー・アマーラ 33分 · バヒート 58分 |

| バンガバンドゥ・ナショナル・スタジアム (ダッカ) 観客数: 12,000人 主審: 游銘訓 |

| 2015年9月8日 18:00 (UTC+5) |

| タジキスタン | 0 - 3    | オーストラリア                        |
|              | レポート | ミリガン 57分 · ケーヒル 73分, 90+1分 |

| パミール・スタジアム (ドゥシャンベ) 観客数: 19,000人 主審: ジャミール・ジュマ・アブドゥルフサイン |

| 2015年10月8日 20:00 (UTC+6) |

| キルギス                                            | 2 - 2    | タジキスタン                             |
| ドゥイショベコフ 7分 · ゼムリャヌヒン 90+4分 (pen.) | レポート | M.ジャリロフ 65分 · ナザロフ 71分 (pen.) |

| スパルタク・スタジアム (ビシュケク) 観客数: 17,600人 主審: ムード・ボンヤディファルド |

| 2015年10月8日 17:00 (UTC+3) |

| ヨルダン                                               | 2 - 0    | オーストラリア |
| アブデル＝ファタ 47分 (pen.) · アッ＝ダルドゥール 84分 | レポート |                |

| アンマン国際スタジアム (アンマン) 観客数: 11,462人 主審: 當麻政明 |

| 2015年10月13日 19:00 (UTC+3) |

| ヨルダン                                                | 3 - 0    | タジキスタン |
| アッ＝ダルドゥール 65分, 90+4分 · アブデル＝ファタ 67分 | レポート |              |

| アンマン国際スタジアム (アンマン) 観客数: 15,000人 主審: アブドゥッラー・アル・ヒラリ |

| 2015年10月13日 18:00 (UTC+6) |

| キルギス                    | 2 - 0    | バングラデシュ |
| ルクス 27分 · アミロフ 89分 | レポート |                |

| スパルタク・スタジアム (ビシュケク) 観客数: 12,001人 主審: ジャミール・ジュマ・アブドゥルフサイン |

| 2015年11月12日 20:00 (UTC+11) |

| オーストラリア                                                  | 3 - 0    | キルギス |
| ジェディナク 40分 (pen.) · ケーヒル 50分 · アミロフ 69分 (o.g.) | レポート |          |

| キャンベラ・スタジアム (キャンベラ) 観客数: 19,412人 主審: 金相佑 |

| 2015年11月12日 17:00 (UTC+5) |

| タジキスタン                                               | 5 - 0    | バングラデシュ |
| M.ジャリロフ 16分, 26分, 59分, 74分 · ナザロフ 51分 (pen.) | レポート |                |

| パミール・スタジアム (ドゥシャンベ) 観客数: 5,500人 主審: アリ・アル・カイシ |

| 2015年11月17日 17:30 (UTC+6) |

| バングラデシュ | 0 - 4    | オーストラリア                               |
|                | レポート | ケーヒル 6分, 32分, 37分 · ジェディナク 43分 |

| バンガバンドゥ・ナショナル・スタジアム (ダッカ) 観客数: 19,730人 主審: 王迪 |

| 2015年11月17日 20:00 (UTC+6) |

| キルギス            | 1 - 0    | ヨルダン |
| ゼムリャヌヒン 48分 | レポート |          |

| スパルタク・スタジアム (ビシュケク) 観客数: 14,000人 主審: チャルムラト・グルバノウ |

| 2016年3月24日 14:30 (UTC+2) |

| ヨルダン | 8 - 0    | バングラデシュ |
| アッ＝ダルドゥール 7分, 23分, 40分 · ディーブ 29分 (pen.) · アル＝ラワシュデー 32分 · ファイサル 63分 · アル＝ナベル 82分 · サミル 90+2分 (pen.) | レポート |                |

| アンマン国際スタジアム (アンマン) 観客数: 6,000人 主審: ムハンマド・タキー・アルジャアファリー・ビン・ジャハリ |

| 2016年3月24日 19:30 (UTC+10:30) |

| オーストラリア                                                                                             | 7 - 0    | タジキスタン |
| ルオンゴ 2分 · ジェディナク 13分 (pen.) · ミリガン 57分 (pen.) · バーンズ 67分, 87分 · ロギッチ 70分, 72分 | レポート |              |

| アデレード・オーバル (アデレード) 観客数: 35,439人 主審: ファハド・アル＝マッリ |

| 2016年3月29日 18:00 (UTC+5) |

| タジキスタン | 0 - 1    | キルギス    |
|              | レポート | ルクス 18分 |

| パミール・スタジアム (ドゥシャンベ) 観客数: 7,500人 主審: アジズ・アシモフ |

| 2016年3月29日 20:00 (UTC+11) |

| オーストラリア                                                    | 5 - 1    | ヨルダン      |
| ケーヒル 24分, 44分 · ムーイ 39分 · ロギッチ 53分 · ルオンゴ 69分 | レポート | ディーブ 90分 |

| シドニー・フットボール・スタジアム (シドニー) 観客数: 24,975人 主審: キム・ジョンヒョク |

### グループC
| 順 | チーム         | 試 | 勝 | 分 | 敗 | 得 | 失 | 差  | 点 | 出場権                      |  |     |     |     |     |      |
| -- | -------------- | -- | -- | -- | -- | -- | -- | --- | -- | --------------------------- |  | --- | --- | --- | --- | ---- |
| 1  | カタール       | 8  | 7  | 0  | 1  | 29 | 4  | +25 | 21 | 3次予選ならびにアジアカップ |  | —   | 1–0 | 2–0 | 4–0 | 15–0 |
| 2  | 中華人民共和国 | 8  | 5  | 2  | 1  | 27 | 1  | +26 | 17 | 3次予選ならびにアジアカップ |  | 2–0 | —   | 0–0 | 4–0 | 12–0 |
| 3  | 香港           | 8  | 4  | 2  | 2  | 13 | 5  | +8  | 14 | アジアカップ3次予選         |  | 2–3 | 0–0 | —   | 2–0 | 7–0  |
| 4  | モルディブ     | 8  | 2  | 0  | 6  | 8  | 20 | −12 | 6  | アジアカップ予選プレーオフ  |  | 0–1 | 0–3 | 0–1 | —   | 4–2  |
| 5  | ブータン       | 8  | 0  | 0  | 8  | 5  | 52 | −47 | 0  | アジアカップ予選プレーオフ  |  | 0–3 | 0–6 | 0–1 | 3–4 | —    |

| 2015年6月11日 20:00 (UTC+8) |

| 香港 | 7 - 0    | ブータン |
| マッキー 19分, 57分 · クリス 23分 · 盧均宜 30分 · 鞠盈智 42分 · 林嘉緯 49分 (pen.) · ゴッドフレッド 67分 | レポート |          |

| 旺角大球場 (旺角) 観客数: 6,326人 主審: チャルムラト・グルバノウ |

| 2015年6月11日 21:00 (UTC+5) |

| モルディブ | 0 - 1    | カタール                   |
|            | レポート | アブドルマクスード 90+10分 |

| ガロル国立競技場 (マレ) 観客数: 9,000人 主審: 山本雄大 |

| 2015年6月16日 16:00 (UTC+6) |

| ブータン | 0 - 6    | 中華人民共和国                                        |
|          | レポート | 楊旭 47分, 60分, 76分 · 武磊 55分 · 于大宝 67分, 83分 |

| チャンリミタン・スタジアム (ティンプー) 観客数: 10,000人 主審: ローワン・アルムガン |

| 2015年6月16日 20:00 (UTC+8) |

| 香港                      | 2 - 0    | モルディブ |
| 徐徳帥 63分 · 林嘉緯 67分 | レポート |            |

| 旺角大球場 (旺角) 観客数: 6,370人 主審: アドハム・マハードメ |

| 2015年9月3日 19:35 (UTC+8) |

| 中華人民共和国 | 0 - 0    | 香港 |
|                | レポート |      |

| 宝安スタジアム (深圳) 観客数: 26,173人 主審: ストレブレ・デロフスキ |

| 2015年9月3日 19:00 (UTC+3) |

| カタール | 15 - 0   | ブータン |
| ムーサ 8分, 28分 · カソラ 18分 · アサダッラー 21分, 45分, 63分 · アル＝ハイドゥース 25分, 87分 · ムンタリ 37分, 41分, 48分 · アフィーフ 57分 · フーヒー 62分, 70分 · モハマド 75分 | レポート |          |

| ジャシム・ビン・ハマド・スタジアム (ドーハ) 観客数: 2,022人 主審: モハマド・アブー・ローム |

| 2015年9月8日 20:00 (UTC+8) |

| 香港                      | 2 - 3    | カタール                                    |
| 白鶴 87分 · カリカリ 89分 | レポート | ブディアフ 22分 · ハサン 62分 · ムーサ 84分 |

| 旺角大球場 (旺角) 観客数: 6,396人 主審: 金相佑 |

| 2015年9月8日 19:35 (UTC+8) |

| モルディブ | 0 - 3    | 中華人民共和国                 |
|            | レポート | 于大宝 8分, 57分 · 張琳芃 66分 |

| 瀋陽オリンピック・スポーツセンター・スタジアム (瀋陽, 中国) 観客数: 28,036人 主審: スクビル・シン |

| 2015年10月8日 18:00 (UTC+6) |

| ブータン                                              | 3 - 4    | モルディブ                                         |
| T.ドルジ 85分 · C.ゲルツェン 88分 · バスネット 90+1分 | レポート | ナシード 11分 · アシファク 23分, 33分, 57分 (pen.) |

| チャンリミタン・スタジアム (ティンプー) 観客数: 7,000人 主審: タイェブ・シャムスザマン |

| 2015年10月8日 18:30 (UTC+3) |

| カタール        | 1 - 0    | 中華人民共和国 |
| ブディアフ 22分 | レポート |                |

| ジャシム・ビン・ハマド・スタジアム (ドーハ) 観客数: 7,730人 主審: コ・ヒョンジン |

| 2015年10月13日 18:30 (UTC+3) |

| カタール                                          | 4 - 0    | モルディブ |
| フーヒー 28分, 71分 · カソラ 69分 · ムーサ 90+2分 | レポート |            |

| ジャシム・ビン・ハマド・スタジアム (ドーハ) 観客数: 4,006人 主審: アーメド・アル・カフ |

| 2015年10月13日 18:00 (UTC+6) |

| ブータン | 0 - 1    | 香港        |
|          | レポート | 陳肇麒 89分 |

| チャンリミタン・スタジアム (ティンプー) 観客数: 7,280人 主審: アジズ・アシモフ |

| 2015年11月12日 19:35 (UTC+8) |

| 中華人民共和国 | 12 - 0   | ブータン |
| 梅方 10分 · 楊旭 13分, 21分 (pen.), 37分, 52分 · 于大宝 16分, 39分 · 于漢超 34分, 72分 · 王永珀 66分, 81分 · 張稀哲 88分 | レポート |          |

| 賀竜体育中心 (長沙) 観客数: 27,358人 主審: マライ・アル＝アワジ |

| 2015年11月12日 21:00 (UTC+5) |

| モルディブ | 0 - 1    | 香港                     |
|            | レポート | パウリーニョ 13分 (pen.) |

| ガロル国立競技場 (マレ) 観客数: 6,000人 主審: アマル・アリ・アルジェネイビ |

| 2015年11月17日 20:00 (UTC+8) |

| 香港 | 0 - 0    | 中華人民共和国 |
|      | レポート |                |

| 旺角大球場 (旺角) 観客数: 6,071人 主審: ナワフ・シュクララ |

| 2015年11月17日 18:00 (UTC+6) |

| ブータン | 0 - 3    | カタール                                      |
|          | レポート | ムンタリ 22分 · アル＝ハイドゥース 36分, 90分 |

| チャンリミタン・スタジアム (ティンプー) 観客数: 4,128人 主審: イルギズ・タンタシェフ |

| 2016年3月24日 19:00 (UTC+3) |

| カタール                                | 2 - 0    | 香港 |
| アル＝ハイドゥース 20分 · キンタナ 87分 | レポート |      |

| ジャシム・ビン・ハマド・スタジアム (ドーハ) 観客数: 10,170人 主審: ドミトリー・マシェンツェフ |

| 2016年3月24日 19:35 (UTC+8) |

| 中華人民共和国                   | 4 - 0    | モルディブ |
| 姜寧 3分, 84分, 90分 · 楊旭 12分 | レポート |            |

| 武漢体育中心 (武漢) 観客数: 32,618人 主審: アリ・アル・カイシ |

| 2016年3月29日 21:00 (UTC+5) |

| モルディブ                                                     | 4 - 2    | ブータン                                |
| アサドゥラ 37分 · アシファク 81分 (pen.), 90+4分 · ナイズ 87分 | レポート | C.ゲルツェン 7分 · T.ドルジ 48分 (pen.) |

| ガロル国立競技場 (マレ) 観客数: 4,102人 主審: 金相佑 |

| 2016年3月29日 20:15 (UTC+8) |

| 中華人民共和国          | 2 - 0    | カタール |
| 黄博文 57分 · 武磊 88分 | レポート |          |

| 陝西省体育場 (西安) 観客数: 46,718人 主審: モフド・アミル・イズワン・ビン・ヤーコブ |

### グループD
| 順 | チーム           | 試 | 勝 | 分 | 敗 | 得 | 失 | 差  | 点 | 出場権                      |  |     |     |     |     |     |
| -- | ---------------- | -- | -- | -- | -- | -- | -- | --- | -- | --------------------------- |  | --- | --- | --- | --- | --- |
| 1  | イラン           | 8  | 6  | 2  | 0  | 26 | 3  | +23 | 20 | 3次予選ならびにアジアカップ |  | —   | 2–0 | 3–1 | 6–0 | 4–0 |
| 2  | オマーン         | 8  | 4  | 2  | 2  | 11 | 7  | +4  | 14 | アジアカップ3次予選         |  | 1–1 | —   | 3–1 | 1–0 | 3–0 |
| 3  | トルクメニスタン | 8  | 4  | 1  | 3  | 10 | 11 | −1  | 13 | アジアカップ3次予選         |  | 1–1 | 2–1 | —   | 1–0 | 2–1 |
| 4  | グアム           | 8  | 2  | 1  | 5  | 3  | 16 | −13 | 7  | アジアカップ3次予選         |  | 0–6 | 0–0 | 1–0 | —   | 2–1 |
| 5  | インド           | 8  | 1  | 0  | 7  | 5  | 18 | −13 | 3  | アジアカップ予選プレーオフ  |  | 0–3 | 1–2 | 1–2 | 1–0 | —   |

1. ↑  インドが出場停止処分中の選手 (エウゲネソン・リンドー)を出場させたため、没収試合 (イランの3-0での勝利扱い)とされた[21][22]。なお、当初のスコアも3-0でイランが勝利していた。

| 2015年6月11日 16:15 (UTC+10) |

| グアム                     | 1 - 0    | トルクメニスタン |
| アンナオラゾフ 14分 (o.g.) | レポート |                  |

| グアム・フットボール・アソシエーション・ナショナル・トレーニング・センター (デデド) 観客数: 3,000人 主審: 王迪 |

| 2015年6月11日 19:00 (UTC+5:30) |

| インド        | 1 - 2    | オマーン                          |
| チェトリ 26分 | レポート | サイード 1分 · ホスニ 40分 (pen.) |

| シュリー・カンティーラヴァ・スタジアム (バンガロール) 観客数: 19,312人 主審: コ・ヒョンジン |

| 2015年6月16日 16:15 (UTC+10) |

| グアム                              | 2 - 1    | インド          |
| マクドナルド 38分 · ニックロー 62分 | レポート | チェトリ 90+4分 |

| グアム・フットボール・アソシエーション・ナショナル・トレーニング・センター (デデド) 観客数: 3,277人 主審: ヴォ・ミン・トリ |

| 2015年6月16日 18:00 (UTC+5) |

| トルクメニスタン | 1 - 1    | イラン       |
| ミンガゾフ 46分  | レポート | アズムン 4分 |

| スポルト・トプルミー (ダショグズ) 観客数: 10,000人 主審: ジャミール・ジュマ・アブドゥルフサイン |

| 2015年9月3日 19:00 (UTC+4:30) |

| イラン                                                                       | 6 - 0    | グアム |
| デジャガ 10分 (pen.) · タレミ 31分, 65分 · アズムン 34分, 41分 · トラビ 89分 | レポート |        |

| アザディ・スタジアム (テヘラン) 観客数: 11,232人 主審: ハミス・アル・マリ |

| 2015年9月3日 19:00 (UTC+4) |

| オマーン                                              | 3 - 1    | トルクメニスタン |
| サレフ 7分 · サパロウ 11分 (o.g.) · アル＝ホサニ 59分 | レポート | アマノフ 82分    |

| シーブ・スタジアム (シーブ) 観客数: 7,500人 主審: ムハンマド・タキー・アルジャアファリー・ビン・ジャハリ |

| 2015年9月8日 16:00 (UTC+10) |

| グアム | 0 - 0    | オマーン |
|        | レポート |          |

| グアム・フットボール・アソシエーション・ナショナル・トレーニング・センター (デデド) 観客数: 2,239人 主審: 木村博之 |

| 2015年9月8日 19:00 (UTC+5:30) |

| インド | 0 - 3 没収試合 | イラン                                          |
|        | レポート       | アズムン 28分 · テイムリアン 46分 · タレミ 49分 |

| シュリー・カンティーラヴァ・スタジアム (バンガロール) 観客数: 14,500人 主審: アマル・アリ・アルジェネイビ |

| 2015年10月8日 18:00 (UTC+5) |

| トルクメニスタン             | 2 - 1    | インド            |
| アビロフ 8分 · アマノフ 60分 | レポート | ラルペフルア 28分 |

| コペトダグ・スタジアム (アシガバート) 観客数: 20,100人 主審: マスード・トゥファイリー |

| 2015年10月8日 18:30 (UTC+4) |

| オマーン            | 1 - 1    | イラン          |
| アル＝ムハイニ 52分 | レポート | ホセイニー 70分 |

| スルタン・カーブース・スポーツコンプレックス (マスカット) 観客数: 12,400人 主審: ヴァレンティン・コヴァレンコ |

| 2015年10月13日 18:30 (UTC+4) |

| オマーン                                  | 3 - 0    | インド |
| ムバラク 55分 · アル＝マクバリ 67分, 84分 | レポート |        |

| スルタン・カーブース・スポーツコンプレックス (マスカット) 観客数: 11,000人 主審: ファハド・アル＝マッリ |

| 2015年10月13日 18:00 (UTC+5) |

| トルクメニスタン | 1 - 0    | グアム |
| アビロフ 16分    | レポート |        |

| コペトダグ・スタジアム (アシガバート) 観客数: 20,200人 主審: トゥルキ・アル＝クダイル |

| 2015年11月12日 17:00 (UTC+3:30) |

| イラン                                                      | 3 - 1    | トルクメニスタン |
| プーラリガンジ 6分 · エザトラヒ 64分 · デジャガ 83分 (pen.) | レポート | サパロフ 62分    |

| アザディ・スタジアム (テヘラン) 観客数: 35,800人 主審: 金東真 |

| 2015年11月12日 19:00 (UTC+5:30) |

| インド      | 1 - 0    | グアム |
| R.シン 10分 | レポート |        |

| シュリー・カンティーラヴァ・スタジアム (バンガロール) 観客数: 6,277人 主審: ジャレッド・ジレット |

| 2015年11月17日 15:30 (UTC+10) |

| グアム | 0 - 6    | イラン |
|        | レポート | タレミ 12分, 63分 · カミャビニア 32分 · レザーイヤーン 49分 · ショジャエイ 52分 (pen.) · アンサリファルド 53分 |

| グアム・フットボール・アソシエーション・ナショナル・トレーニング・センター (デデド) 観客数: 2,087人 主審: 何煒昇 |

| 2015年11月17日 18:00 (UTC+5) |

| トルクメニスタン                    | 2 - 1    | オマーン          |
| ゲヴォルキアン 40分 · ムハドフ 67分 | レポート | アル＝ガサニ 70分 |

| コペトダグ・スタジアム (アシガバート) 観客数: 23,100人 主審: 馬寧 |

| 2016年3月24日 19:00 (UTC+4) |

| オマーン      | 1 - 0    | グアム |
| ムバラク 53分 | レポート |        |

| スルタン・カーブース・スポーツコンプレックス (マスカット) 観客数: 8,000人 主審: ジャミール・ジュマ・アブドゥルフサイン |

| 2016年3月24日 19:00 (UTC+4:30) |

| イラン                                                                        | 4 - 0    | インド |
| ハジサフィ 33分 (pen.), 66分 (pen.) · アズムン 61分 · ジャハーンバフシュ 78分 | レポート |        |

| アザディ・スタジアム (テヘラン) 観客数: 29,160人 主審: ヴォ・ミン・トリ |

| 2016年3月29日 18:00 (UTC+5:30) |

| インド        | 1 - 2    | トルクメニスタン              |
| ジンガン 26分 | レポート | アマノフ 48分 · アタエフ 70分 |

| ジャワハルラール・ネルー・スタジアム (コーチ) 観客数: 3,111人 主審: ハミス・アル・マリ |

| 2016年3月29日 19:00 (UTC+4:30) |

| イラン              | 2 - 0    | オマーン |
| アズムン 16分, 23分 | レポート |          |

| アザディ・スタジアム (テヘラン) 観客数: 33,850人 主審: 東城穣 |

### グループE
| 順 | チーム         | 試 | 勝 | 分 | 敗 | 得 | 失 | 差  | 点 | 出場権                      |  |     |     |     |     |     |
| -- | -------------- | -- | -- | -- | -- | -- | -- | --- | -- | --------------------------- |  | --- | --- | --- | --- | --- |
| 1  | 日本           | 8  | 7  | 1  | 0  | 27 | 0  | +27 | 22 | 3次予選ならびにアジアカップ |  | —   | 5–0 | 0–0 | 5–0 | 3–0 |
| 2  | シリア         | 8  | 6  | 0  | 2  | 26 | 11 | +15 | 18 | 3次予選ならびにアジアカップ |  | 0–3 | —   | 1–0 | 5–2 | 6–0 |
| 3  | シンガポール   | 8  | 3  | 1  | 4  | 9  | 9  | 0   | 10 | アジアカップ3次予選         |  | 0–3 | 1–2 | —   | 1–0 | 2–1 |
| 4  | アフガニスタン | 8  | 3  | 0  | 5  | 8  | 24 | −16 | 9  | アジアカップ3次予選         |  | 0–6 | 0–6 | 2–1 | —   | 3–0 |
| 5  | カンボジア     | 8  | 0  | 0  | 8  | 1  | 27 | −26 | 0  | アジアカップ予選プレーオフ  |  | 0–2 | 0–6 | 0–4 | 0–1 | —   |

| 2015年6月11日 18:30 (UTC+7) |

| カンボジア | 0 - 4    | シンガポール                                       |
|            | レポート | アムリ 9分 · バハルディン 21分, 35分 · ナワズ 55分 |

| プノンペン・オリンピックスタジアム (プノンペン) 観客数: 63,000人 主審: 廖國文 |

| 2015年6月11日 20:00 (UTC+4:30) |

| アフガニスタン | 0 - 6    | シリア                                                                                             |
|                | レポート | ラフェ 19分, 35分 · アジャン 42分 · アル・フセイン 70分 · マルキ 75分 · フリービーン 90+4分 (pen.) |

| サーメン・スタジアム (イラン・マシュハド) 観客数: 7,647人 主審: イルギズ・タンタシェフ |

| 2015年6月16日 19:30 (UTC+9) |

| 日本 | 0 - 0    | シンガポール |
|      | レポート |              |

| 埼玉スタジアム2002 (さいたま) 観客数: 57,533人 主審: モハナド・カシム・エーセー・サレイ |

| 2015年6月16日 18:30 (UTC+7) |

| カンボジア | 0 - 1    | アフガニスタン |
|            | レポート | ザザイ 86分    |

| プノンペン・オリンピックスタジアム (プノンペン) 観客数: 55,000人 主審: マライ・アル＝アワジ |

| 2015年9月3日 19:26 (UTC+9) |

| 日本                                          | 3 - 0    | カンボジア |
| 本田圭佑 28分 · 吉田麻也 50分 · 香川真司 61分 | レポート |            |

| 埼玉スタジアム2002 (さいたま) 観客数: 54,716人 主審: キム・ヒゴン |

| 2015年9月3日 16:30 (UTC+4) |

| シリア                | 1 - 0    | シンガポール |
| アル＝ジャファル 59分 | レポート |              |

| スルタン・カーブース・スポーツコンプレックス (オマーン・マスカット) 観客数: 100人 主審: ユーセフ・アル＝マルズーク |

| 2015年9月8日 18:30 (UTC+7) |

| カンボジア | 0 - 6    | シリア                                                                                |
|            | レポート | フリービーン 29分, 39分 · マルキ 31分 · アル＝マワス 44分 · ミダニ 50分 · オマリ 81分 |

| プノンペン・オリンピックスタジアム (プノンペン) 観客数: 35,000人 主審: 王迪 |

| 2015年9月8日 16:55 (UTC+4:30) |

| アフガニスタン | 0 - 6    | 日本                                                                      |
|                | レポート | 香川真司 10分, 50分 · 森重真人 35分 · 岡崎慎司 57分, 60分 · 本田圭佑 74分 |

| アザディ・スタジアム (イラン・テヘラン) 観客数: 8,650人 主審: ハミス・アル＝クワリ |

| 2015年10月8日 20:00 (UTC+8) |

| シンガポール | 1 - 0    | アフガニスタン |
| アムリ 72分  | レポート |                |

| シンガポール・ナショナルスタジアム (シンガポール) 観客数: 5,400人 主審: 呉超覚 |

| 2015年10月8日 17:00 (UTC+4) |

| シリア | 0 - 3    | 日本                                                   |
|        | レポート | 本田圭佑 55分 (pen.) · 岡崎慎司 70分 · 宇佐美貴史 88分 |

| シーブ・スタジアム (オマーン・マスカット) 観客数: 680人 主審: ラフシャン・イルマトフ |

| 2015年10月13日 20:00 (UTC+4) |

| シリア                                           | 5 - 2    | アフガニスタン                  |
| オマリ 9分, 21分, 83分 · アル＝マワス 32分, 90分 | レポート | アミリ 44分 · シャイェステ 78分 |

| シーブ・スタジアム (オマーン・マスカット) 観客数: 200人 主審: ドミトリー・マシェンツェフ |

| 2015年10月13日 20:00 (UTC+8) |

| シンガポール              | 2 - 1    | カンボジア  |
| ラムリ 16分 · ナワズ 47分 | レポート | スハナ 65分 |

| シンガポール・ナショナルスタジアム (シンガポール) 観客数: 6,650人 主審: 金大英 |

| 2015年11月12日 19:15 (UTC+8) |

| シンガポール | 0 - 3    | 日本                                          |
|              | レポート | 金崎夢生 20分 · 本田圭佑 26分 · 吉田麻也 88分 |

| シンガポール・ナショナルスタジアム (シンガポール) 観客数: 33,868人 主審: ファハド・アル＝ミルダーシ |

| 2015年11月12日 15:00 (UTC+3:30) |

| アフガニスタン                            | 3 - 0    | カンボジア |
| ザザイ 42分 · アミリ 78分 · アマニ 90+4分 | レポート |            |

| タフティー・スタジアム (イラン・テヘラン) 観客数: 2,585人 主審: アドハム・マハードメ |

| 2015年11月17日 19:14 (UTC+7) |

| カンボジア | 0 - 2    | 日本                                     |
|            | レポート | ラボラヴィー 51分 (o.g.) · 本田圭佑 90分 |

| プノンペン・オリンピックスタジアム (プノンペン) 観客数: 29,871人 主審: 傅明 |

| 2015年11月17日 20:00 (UTC+8) |

| シンガポール             | 1 - 2    | シリア                    |
| バハルディン 89分 (pen.) | レポート | フリービーン 20分, 90+3分 |

| シンガポール・ナショナルスタジアム (シンガポール) 観客数: 7,468人 主審: キム・ジョンヒョク |

| 2016年3月24日 20:00 (UTC+4) |

| シリア                                                                         | 6 - 0    | カンボジア |
| フリービーン 7分, 19分 · カラシ 57分 · アル・フセイン 70分, 80分 · マルキ 84分 | レポート |            |

| シーブ・スタジアム (オマーン・マスカット) 観客数: 100人 主審: クリス・ビース |

| 2016年3月24日 19:34 (UTC+9) |

| 日本                                                                                   | 5 - 0    | アフガニスタン |
| 岡崎慎司 43分 · 清武弘嗣 58分 · ムハンマド 63分 (o.g.) · 吉田麻也 74分 · 金崎夢生 78分 | レポート |                |

| 埼玉スタジアム2002 (さいたま) 観客数: 48,967人 主審: モハナド・カシム・エーセー・サレイ |

| 2016年3月29日 15:00 (UTC+4:30) |

| アフガニスタン              | 2 - 1    | シンガポール |
| アマニ 39分 · シルデル 79分 | レポート | ナワズ 89分  |

| タフティー・スタジアム (イラン・テヘラン) 観客数: 24,500人 主審: 傅明 |

| 2016年3月29日 19:34 (UTC+9) |

| 日本                                                                             | 5 - 0    | シリア |
| アル＝マスリ 17分 (o.g.) · 香川真司 66分, 90分 · 本田圭佑 86分 · 原口元気 90+3分 | レポート |        |

| 埼玉スタジアム2002 (さいたま) 観客数: 57,475人 主審: アリレザ・ファガニー |

### グループF
| 順 | チーム               | 試 | 勝 | 分 | 敗 | 得 | 失 | 差  | 点 | 出場権                      |  |     |     |     |     |
| -- | -------------------- | -- | -- | -- | -- | -- | -- | --- | -- | --------------------------- |  | --- | --- | --- | --- |
| 1  | タイ                 | 6  | 4  | 2  | 0  | 14 | 6  | +8  | 14 | 3次予選ならびにアジアカップ |  | —   | 2–2 | 1–0 | 4–2 |
| 2  | イラク               | 6  | 3  | 3  | 0  | 13 | 6  | +7  | 12 | 3次予選ならびにアジアカップ |  | 2–2 | —   | 1–0 | 5–1 |
| 3  | ベトナム             | 6  | 2  | 1  | 3  | 7  | 8  | −1  | 7  | アジアカップ3次予選         |  | 0–3 | 1–1 | —   | 4–1 |
| 4  | チャイニーズタイペイ | 6  | 0  | 0  | 6  | 5  | 19 | −14 | 0  | アジアカップ予選プレーオフ  |  | 0–2 | 0–2 | 1–2 | —   |

インドネシアサッカー協会は2015年5月30日に、国内リーグの運営に政府が介入しているとして、FIFAより資格停止処分を受けた。これを受けてAFCは2015年6月3日、インドネシアを当予選より除外することを決定し、インドネシアに関係する試合は全て中止となった。よって、AFCアジアカップ2019も出場できなくなった。

| 2015年5月24日 19:00 (UTC+7) |

| タイ            | 1 - 0    | ベトナム |
| ポックラウ 80分 | レポート |          |

| ラジャマンガラ・スタジアム (バンコク) 観客数: 40,500人 主審: ベンジャミン・ウィリアムス |

| 2015年6月16日 19:30 (UTC+8) |

| チャイニーズタイペイ | 0 - 2    | タイ                    |
|                      | レポート | ティーラシン 21分, 39分 |

| 台北陸上競技場 (台北) 観客数: 18,168人 主審: アリ・シャバン |

| 2015年9月3日 17:00 (UTC+4:30) |

| イラク                                                                             | 5 - 1    | チャイニーズタイペイ |
| アドナン 37分 · ホスニ 59分 · ヤシン 80分 · マフムード 88分 · メラム 90+1分 (pen.) | レポート | 温智豪 86分          |

| パス・スタジアム (テヘラン, イラン) 観客数: 4,200人 主審: ヤコブ・アブドゥル・バキ |

| 2015年9月8日 19:00 (UTC+8) |

| チャイニーズタイペイ | 1 - 2    | ベトナム                                                  |
| 呉俊青 82分          | レポート | ディン・ティエン・タン 53分 · チャン・フィー・ソン 90+2分 |

| 台北陸上競技場 (台北) 観客数: 20,239人 主審: 金大英 |

| 2015年9月8日 19:00 (UTC+7) |

| タイ                                   | 2 - 2    | イラク                        |
| テーラトン 80分 (pen.) · モンコル 83分 | レポート | メラム 34分 · マフムード 49分 |

| ラジャマンガラ・スタジアム (バンコク) 観客数: 43,572人 主審: 當麻政明 |

| 2015年10月8日 19:00 (UTC+7) |

| ベトナム            | 1 - 1    | イラク                   |
| レ・コン・ビン 25分 | レポート | マフムード 90+7分 (pen.) |

| ミーディン国立競技場 (ハノイ) 観客数: 10,000人 主審: クリス・ビース |

| 2015年10月13日 19:00 (UTC+7) |

| ベトナム | 0 - 3    | タイ                                                                         |
|          | レポート | クルークリット 29分 · ディン・ティエン・タイン 56分 (o.g.) · テーラトン 70分 |

| ミーディン国立競技場 (ハノイ) 観客数: 35,000人 主審: ナワフ・シュクララ |

| 2015年11月12日 19:00 (UTC+7) |

| タイ                                                                | 4 - 2    | チャイニーズタイペイ     |
| ティーラシン 41分 · ポックラウ 52分 · アディサク 72分 · タナー 74分 | レポート | 殷亜吉 3分 · 黄楷峻 65分 |

| ラジャマンガラ・スタジアム (バンコク) 観客数: 50,000人 主審: ドミトリー・マシェンツェフ |

| 2015年11月17日 19:00 (UTC+8) |

| チャイニーズタイペイ | 0 - 2    | イラク                            |
|                      | レポート | イスマエル 19分 · マフムード 85分 |

| 高雄国家体育場 (高雄) 観客数: 11,960人 主審: 飯田淳平 |

| 2016年3月24日 19:00 (UTC+7) |

| ベトナム                                                       | 4 - 1    | チャイニーズタイペイ |
| レ・コン・ビン 8分, 90+1分 · グエン・ヴァン・トアン 29分, 42分 | レポート | 呉俊青 7分           |

| ミーディン国立競技場 (ハノイ) 観客数: 18,350人 主審: アドハム・マハードメ |

| 2016年3月24日 18:30 (UTC+4:30) |

| イラク                                       | 2 - 2    | タイ                |
| カーミル 67分 · ナムウィセット 90+5分 (o.g.) | レポート | モンコル 39分, 86分 |

| パス・スタジアム (イラン・テヘラン) 観客数: 4,000人 主審: アブドゥルラフマン・アル＝ジャシム |

| 2016年3月29日 18:30 (UTC+4:30) |

| イラク                    | 1 - 0    | ベトナム |
| アブドゥッラヒーム 45+1分 | レポート |          |

| パス・スタジアム (イラン・テヘラン) 観客数: 2,160人 主審: ピーター・グリーン |

### グループG
| 順 | チーム     | 試 | 勝 | 分 | 敗 | 得 | 失 | 差  | 点 | 出場権                      |  |     |     |     |     |     |
| -- | ---------- | -- | -- | -- | -- | -- | -- | --- | -- | --------------------------- |  | --- | --- | --- | --- | --- |
| 1  | 韓国       | 8  | 8  | 0  | 0  | 27 | 0  | +27 | 24 | 3次予選ならびにアジアカップ |  | —   | 1–0 | 3–0 | 4–0 | 8–0 |
| 2  | レバノン   | 8  | 3  | 2  | 3  | 12 | 6  | +6  | 11 | アジアカップ3次予選         |  | 0–3 | —   | 0–1 | 1–1 | 7–0 |
| 3  | クウェート | 8  | 3  | 1  | 4  | 12 | 10 | +2  | 10 | 失格                        |  | 0–1 | 0–0 | —   | 9–0 | 0–3 |
| 4  | ミャンマー | 8  | 2  | 2  | 4  | 9  | 21 | −12 | 8  | アジアカップ3次予選         |  | 0–2 | 0–2 | 3–0 | —   | 3–1 |
| 5  | ラオス     | 8  | 1  | 1  | 6  | 6  | 29 | −23 | 4  | アジアカップ予選プレーオフ  |  | 0–5 | 0–2 | 0–2 | 2–2 | —   |

1. 1 2 3 4  クウェートサッカー協会は2015年10月16日に、政府の干渉によって独立性が損なわれているとして、FIFAより資格停止処分を受けた[34]。処分後の試合は全て没収試合（クウェートの0-3での敗戦扱い）となった。

| 2015年6月11日 19:00 (UTC+7) |

| ラオス                       | 2 - 2    | ミャンマー                                            |
| サヤヴティ 81分 (pen.), 83分 | レポート | ゾー・ミン・トゥン 41分 · チョー・ザヤル・ウィン 85分 |

| ニュー・ラオス・ナショナルスタジアム (ヴィエンチャン) 観客数: 1,500人 主審: 譚海 |

| 2015年6月11日 17:00 (UTC+3) |

| レバノン | 0 - 1    | クウェート    |
|          | レポート | ナーセル 86分 |

| サイダ国際スタジアム (サイダ) 観客数: 15,215人 主審: ヴァレンティン・コヴァレンコ |

| 2015年6月16日 19:00 (UTC+7) |

| ラオス | 0 - 2    | レバノン                     |
|        | レポート | ガダル 5分 · シャムシン 75分 |

| ニュー・ラオス・ナショナルスタジアム (ヴィエンチャン) 観客数: 2,500人 主審: アーメド・アル・カフ |

| 2015年6月16日 19:00 (UTC+7) |

| ミャンマー | 0 - 2    | 韓国                      |
|            | レポート | 李在成 35分 · 孫興民 67分 |

| ラジャマンガラ・スタジアム (バンコク, タイ) 観客数: 1,090人 主審: 游銘訓 |

| 2015年9月3日 20:00 (UTC+9) |

| 韓国                                                                                   | 8 - 0    | ラオス |
| 李菁龍 9分 · 孫興民 12分, 74分, 89分 · 權昶勳 30分, 75分 · 石鉉俊 57分 · 李在成 90+4分 | レポート |        |

| 華城総合運動場 (華城) 観客数: 30,205人 主審: 飯田淳平 |

| 2015年9月3日 20:00 (UTC+3) |

| クウェート | 9 - 0    | ミャンマー |
| ナーセル 11分, 18分 · アル＝マクシード 12分 · ザイード 46分 · ゾー・ミン・トゥン 56分 (o.g.) · アル＝ミシュアーン 61分 · アル＝ムタウワ 69分 (pen.), 88分, 90+3分 | レポート |            |

| アブドゥッラー・ビン・ハリーファ・スタジアム (ドーハ, カタール) 観客数: 550人 主審: アジズ・アシモフ |

| 2015年9月8日 19:00 (UTC+7) |

| ラオス | 0 - 2    | クウェート                                 |
|        | レポート | ナーセル 31分 · アル＝ムタウワ 84分 (pen.) |

| ニュー・ラオス・ナショナルスタジアム (ヴィエンチャン) 観客数: 1,300人 主審: シヴァコーン・プー・ウドム |

| 2015年9月8日 17:00 (UTC+3) |

| レバノン | 0 - 3    | 韓国                                                        |
|          | レポート | 張賢秀 22分 (pen.) · アリ・ハマム 26分 (o.g.) · 権昶勳 60分 |

| ベイルート・ムニシパル・スタジアム (ベイルート) 観客数: 5,500人 主審: ドミトリー・マシェンツェフ |

| 2015年10月8日 19:00 (UTC+7) |

| ミャンマー | 0 - 2    | レバノン                          |
|            | レポート | マートゥク 28分 · アトウィ 90+3分 |

| スパチャラサイ国立競技場 (バンコク, タイ) 観客数: 3,056人 主審: モフド・アブドゥル・ワハブ |

| 2015年10月8日 17:55 (UTC+3) |

| クウェート | 0 - 1    | 韓国        |
|            | レポート | 具滋哲 12分 |

| アル・クウェート・スポーツ・クラブ・スタジアム (クウェート) 観客数: 12,350人 主審: アリレザ・ファガニー |

| 2015年10月13日 19:30 (UTC+3) |

| クウェート | 0 - 0    | レバノン |
|            | レポート |          |

| アル・クウェート・スポーツ・クラブ・スタジアム (クウェート) 観客数: 12,150人 主審: アマル・アリ・アルジェネイビ |

| 2015年10月13日 19:00 (UTC+7) |

| ミャンマー                                                            | 3 - 1    | ラオス         |
| スアン・ラム・マン 13分 · チョー・コー・コー 32分 · アウン・トゥ 50分 | レポート | サヤヴティ 2分 |

| スパチャラサイ国立競技場 (バンコク, タイ) 観客数: 6,500人 主審: サラー・アッバス |

| 2015年11月12日 20:00 (UTC+9) |

| 韓国                                                  | 4 - 0    | ミャンマー |
| 李在城 18分 · 具滋哲 30分 · 張賢秀 82分 · 南泰煕 86分 | レポート |            |

| 水原ワールドカップ競技場 (水原) 観客数: 24,270人 主審: ハミス・アル・マリ |

| 2015年11月12日 17:00 (UTC+2) |

| レバノン                                                                                                  | 7 - 0    | ラオス |
| モハマド 27分 · アンタル 34分 · シャイト 36分, 90+3分 · アリ・ハマム 42分 · マートゥク 59分 · ウマリ 90分 | レポート |        |

| カミール・シャムーン・スポーツ・シティ・スタジアム (ベイルート) 観客数: 2,000人 主審: シヴァコーン・プー・ウドム |

| 2015年11月17日 19:00 (UTC+7) |

| ラオス | 0 - 5    | 韓国                                                      |
|        | レポート | 奇誠庸 3分 (pen.), 33分 · 孫興民 35分, 67分 · 石鉉俊 43分 |

| ニュー・ラオス・ナショナルスタジアム (ヴィエンチャン) 観客数: 3,000人 主審: トゥルキ・アル＝クダイル |

| 取消 |

| ミャンマー | 3 - 0 没収試合 | クウェート |
|            | レポート       |            |

|  |

| 2016年3月24日 20:00 (UTC+9) |

| 韓国          | 1 - 0    | レバノン |
| 李庭協 90+3分 | レポート |          |

| 安山ワースタジアム (安山) 観客数: 30,532人 主審: 馬寧 |

| 取消 |

| クウェート | 0 - 3 没収試合 | ラオス |
|            | レポート       |        |

|  |

| 2016年3月29日 15:00 (UTC+3) |

| レバノン            | 1 - 1    | ミャンマー        |
| エル＝ヘルウェ 88分 | レポート | アウン・トゥ 79分 |

| サイダ国際スタジアム (サイダ) 観客数: 3,470人 主審: 飯田淳平 |

| 取消 |

| 韓国 | 3 - 0 没収試合 | クウェート |
|      | レポート       |            |

|  |

### グループH
| 順 | チーム         | 試 | 勝 | 分 | 敗 | 得 | 失 | 差  | 点 | 出場権                      |  |     |     |     |     |     |
| -- | -------------- | -- | -- | -- | -- | -- | -- | --- | -- | --------------------------- |  | --- | --- | --- | --- | --- |
| 1  | ウズベキスタン | 8  | 7  | 0  | 1  | 20 | 7  | +13 | 21 | 3次予選ならびにアジアカップ |  | —   | 3–1 | 1–0 | 1–0 | 1–0 |
| 2  | 北朝鮮         | 8  | 5  | 1  | 2  | 14 | 8  | +6  | 16 | アジアカップ3次予選         |  | 4–2 | —   | 0–0 | 2–0 | 1–0 |
| 3  | フィリピン     | 8  | 3  | 1  | 4  | 8  | 12 | −4  | 10 | アジアカップ3次予選         |  | 1–5 | 3–2 | —   | 2–1 | 0–1 |
| 4  | バーレーン     | 8  | 3  | 0  | 5  | 10 | 10 | 0   | 9  | アジアカップ3次予選         |  | 0–4 | 0–1 | 2–0 | —   | 3–0 |
| 5  | イエメン       | 8  | 1  | 0  | 7  | 2  | 17 | −15 | 3  | アジアカップ予選プレーオフ  |  | 1–3 | 0–3 | 0–2 | 0–4 | —   |

1. ↑  当初のスコアは1-0で北朝鮮の勝利であったものの、イエメンが出場停止処分中の選手 (ムディール・アル・ラダイー、1次予選の2試合においてそれぞれ警告を受けていた)を出場させたため、没収試合 (北朝鮮の3-0での勝利扱い)とされた[43]。

| 2015年6月11日 20:00 (UTC+8) |

| フィリピン                          | 2 - 1    | バーレーン              |
| ベハドラン 50分 · パティーニョ 60分 | レポート | アル＝マールード 90+3分 |

| フィリピン・スポーツ・スタジアム (ボカウェ) 観客数: 6,000人 主審: 飯田淳平 |

| 2015年6月11日 19:00 (UTC+3) |

| イエメン | 0 - 3 没収試合 | 北朝鮮      |
|          | レポート       | 徐賢旭 71分 |

| カタールSCスタジアム (ドーハ, カタール) 観客数: 3,200人 主審: ハッティカムカナムジェ・ペレラ |

| 2015年6月16日 17:00 (UTC+9) |

| 北朝鮮                                               | 4 - 2    | ウズベキスタン                    |
| 朴光龍 4分 · 張功哲 16分 · 盧學洙 34分 · 李向哲 36分 | レポート | セルゲーエフ 53分 · ラシドフ 79分 |

| 金日成競技場 (平壌) 観客数: 42,000人 主審: モフド・アミル・イズワン・ビン・ヤーコブ |

| 2015年6月16日 19:00 (UTC+3) |

| イエメン | 0 - 2    | フィリピン                      |
|          | レポート | ベハドラン 52分 · ラムゼイ 74分 |

| カタールSCスタジアム (ドーハ, カタール) 観客数: 5,200人 主審: ドミトリー・マシェンツェフ |

| 2015年9月3日 19:00 (UTC+5) |

| ウズベキスタン  | 1 - 0    | イエメン |
| ゲインリフ 51分 | レポート |          |

| パフタコール・マルカジイ・スタジアム (タシュケント) 観客数: 15,000人 主審: 李泯厚 |

| 2015年9月3日 18:40 (UTC+3) |

| バーレーン | 0 - 1    | 北朝鮮      |
|            | レポート | 鄭日冠 44分 |

| バーレーン・ナショナル・スタジアム (リファー) 観客数: 9,500人 主審: モフセン・トーキー |

| 2015年9月8日 19:00 (UTC+3) |

| イエメン | 0 - 4    | バーレーン                                                                     |
|          | レポート | アリ・ババ 31分 (pen.) · アル＝フセイニー 45+1分 · オマル 66分 · アドナン 77分 |

| グランド・ハマド・スタジアム (ドーハ, カタール) 観客数: 421人 主審: トゥルキ・アル＝クダイル |

| 2015年9月8日 20:00 (UTC+8) |

| フィリピン      | 1 - 5    | ウズベキスタン                                                 |
| シュレック 68分 | レポート | アフメドフ 1分 · ラシドフ 14分, 80分 · セルゲーエフ 43分, 65分 |

| フィリピン・スポーツ・スタジアム (ボカウェ) 観客数: 7,500人 主審: ピーター・グリーン |

| 2015年10月8日 16:30 (UTC+8:30) |

| 北朝鮮 | 0 - 0    | フィリピン |
|        | レポート |            |

| 金日成競技場 (平壌) 観客数: 41,000人 主審: 馬寧 |

| 2015年10月8日 18:00 (UTC+3) |

| バーレーン | 0 - 4    | ウズベキスタン                                                            |
|            | レポート | セルゲーエフ 52分 · アフメドフ 56分 · ラシドフ 66分 · ショムロドフ 90+5分 |

| バーレーン・ナショナル・スタジアム (リファー) 観客数: 5,000人 主審: 東城穣 |

| 2015年10月13日 18:00 (UTC+3) |

| バーレーン                            | 2 - 0    | フィリピン |
| アブドゥラティフ 53分 · アドナン 61分 | レポート |            |

| バーレーン・ナショナル・スタジアム (リファー) 観客数: 3,050人 主審: モハナド・カシム・エーセー・サレイ |

| 2015年10月13日 16:00 (UTC+8:30) |

| 北朝鮮             | 1 - 0    | イエメン |
| 鄭日冠 12分 (pen.) | レポート |          |

| 金日成競技場 (平壌) 観客数: 41,000人 主審: 廖國文 |

| 2015年11月12日 18:00 (UTC+5) |

| ウズベキスタン                                        | 3 - 1    | 北朝鮮     |
| セルゲーエフ 23分 · ゲインリフ 65分 · アフメドフ 87分 | レポート | 李赫哲 2分 |

| パフタコール・マルカジイ・スタジアム (タシュケント) 観客数: 27,135人 主審: アリレザ・ファガニー |

| 2015年11月12日 20:00 (UTC+8) |

| フィリピン | 0 - 1    | イエメン          |
|            | レポート | アル＝サロリ 83分 |

| リサール・メモリアル・スタジアム (マニラ) 観客数: 6,478人 主審: キム・ヒゴン |

| 2015年11月17日 18:30 (UTC+3) |

| イエメン            | 1 - 3    | ウズベキスタン                                         |
| アル＝サロリ 90+2分 | レポート | ハイダロフ 7分 · ジェパロフ 31分 · アンドレーエフ 50分 |

| グランド・ハマド・スタジアム (ドーハ, カタール) 観客数: 350人 主審: アブドゥッラー・アル・ヒラリ |

| 2015年11月17日 15:30 (UTC+8:30) |

| 北朝鮮                               | 2 - 0    | バーレーン |
| 朴光龍 45+1分 (pen.) · 鄭日冠 90+3分 | レポート |            |

| 金日成競技場 (平壌) 観客数: 45,000人 主審: ムハンマド・タキー・アルジャアファリー・ビン・ジャハリ |

| 2016年3月24日 18:30 (UTC+3) |

| バーレーン                                                                   | 3 - 0    | イエメン |
| アブドゥラティフ 31分 (pen.) · アル＝マールード 63分 · アル＝ロマイヒ 90+2分 | レポート |          |

| バーレーン・ナショナル・スタジアム (リファー) 観客数: 1,000人 主審: アーメド・アル・カフ |

| 2016年3月24日 18:00 (UTC+5) |

| ウズベキスタン    | 1 - 0    | フィリピン |
| イスマイロフ 59分 | レポート |            |

| ブニョドコル・スタジアム (タシュケント) 観客数: 34,000人 主審: 佐藤隆治 |

| 2016年3月29日 20:00 (UTC+8) |

| フィリピン                                    | 3 - 2    | 北朝鮮                      |
| ベハドラン 43分 · オット 84分 · ラムゼイ 90分 | レポート | 徐景進 45+2分 · 李赫哲 48分 |

| リサール・メモリアル・スタジアム (マニラ) 観客数: 7,350人 主審: ファハド・アル＝ミルダーシ |

| 2016年3月29日 18:00 (UTC+5) |

| ウズベキスタン | 1 - 0    | バーレーン |
| ラシドフ 50分  | レポート |            |

| ブニョドコル・スタジアム (タシュケント) 観客数: 34,000人 主審: アブドゥッラー・ハッサン・モハメド |

## 各組2位チーム
2位の8か国・地域のうち成績上位4チームは2次予選を通過。下位4チームはAFCアジアカップ2019予選3次予選に進出。
また、各グループで勝ち点が同点のチームが2つ以上ある場合は、以下の順に比較して順位を決定する。
なお、インドネシアを除外することでグループFは4チームになるため、他のグループの2位チームは対5位チームの成績を除外して2位チーム同士の順位を決定する。
1. 得失点差
2. ゴール数の多少
3. 中立地での一発勝負

| 順 | グ | チーム           | 試 | 勝 | 分 | 敗 | 得 | 失 | 差  | 点 | 出場権                                            |
| -- | -- | ---------------- | -- | -- | -- | -- | -- | -- | --- | -- | ------------------------------------------------- |
| 1  | F  | イラク           | 6  | 3  | 3  | 0  | 13 | 6  | +7  | 12 | ワールドカップ・アジア3次予選ならびにアジアカップ |
| 2  | E  | シリア           | 6  | 4  | 0  | 2  | 14 | 11 | +3  | 12 | ワールドカップ・アジア3次予選ならびにアジアカップ |
| 3  | A  | アラブ首長国連邦 | 6  | 3  | 2  | 1  | 16 | 4  | +12 | 11 | ワールドカップ・アジア3次予選ならびにアジアカップ |
| 4  | C  | 中華人民共和国   | 6  | 3  | 2  | 1  | 9  | 1  | +8  | 11 | ワールドカップ・アジア3次予選ならびにアジアカップ |
| 5  | H  | 北朝鮮           | 6  | 3  | 1  | 2  | 10 | 8  | +2  | 10 | アジアカップ3次予選                               |
| 6  | B  | ヨルダン         | 6  | 3  | 1  | 2  | 9  | 7  | +2  | 10 | アジアカップ3次予選                               |
| 7  | D  | オマーン         | 6  | 2  | 2  | 2  | 6  | 6  | 0   | 8  | アジアカップ3次予選                               |
| 8  | G  | レバノン         | 6  | 1  | 2  | 3  | 3  | 6  | −3  | 5  | アジアカップ3次予選                               |

## 各組4位チーム
4位の8か国・地域のうち成績上位4チームはAFCアジアカップ2019予選3次予選に進出。下位4チームはAFCアジアカップ2019予選プレーオフに進出。
また、各グループで勝ち点が同点のチームが2つ以上ある場合は、以下の順に比較して順位を決定する。
なお、インドネシアを除外することでグループFは4チームになるため、他のグループの4位チームは対5位チームの成績を除外して4位チーム同士の順位を決定する。
1. 得失点差
2. ゴール数の多少
3. 中立地での一発勝負

| 順 | グ | チーム               | 試 | 勝 | 分 | 敗 | 得 | 失 | 差  | 点 | 出場権                     |
| -- | -- | -------------------- | -- | -- | -- | -- | -- | -- | --- | -- | -------------------------- |
| 1  | D  | グアム               | 6  | 1  | 1  | 4  | 1  | 14 | −13 | 4  | アジアカップ3次予選        |
| 2  | G  | ミャンマー           | 6  | 1  | 1  | 4  | 4  | 18 | −14 | 4  | アジアカップ3次予選        |
| 3  | H  | バーレーン           | 6  | 1  | 0  | 5  | 3  | 10 | −7  | 3  | アジアカップ3次予選        |
| 4  | E  | アフガニスタン       | 6  | 1  | 0  | 5  | 4  | 24 | −20 | 3  | アジアカップ3次予選        |
| 5  | B  | タジキスタン         | 6  | 0  | 1  | 5  | 3  | 19 | −16 | 1  | アジアカップ予選プレーオフ |
| 6  | F  | チャイニーズタイペイ | 6  | 0  | 0  | 6  | 5  | 19 | −14 | 0  | アジアカップ予選プレーオフ |
| 7  | C  | モルディブ           | 6  | 0  | 0  | 6  | 0  | 15 | −15 | 0  | アジアカップ予選プレーオフ |
| 8  | A  | マレーシア           | 6  | 0  | 0  | 6  | 1  | 29 | −28 | 0  | アジアカップ予選プレーオフ |